# Vladimír Kubáč
Vladimír Kubáč (14. dubna 1929 Praha – 24. listopadu 1993 Praha) byl český teolog, duchovní Církve československé husitské, biblista-starozákoník, překladatel, profesor Husovy československé bohoslovecké fakulty v Praze, po roce 1990 profesor a děkan Husitské teologické fakulty Univerzity Karlovy.

## Život

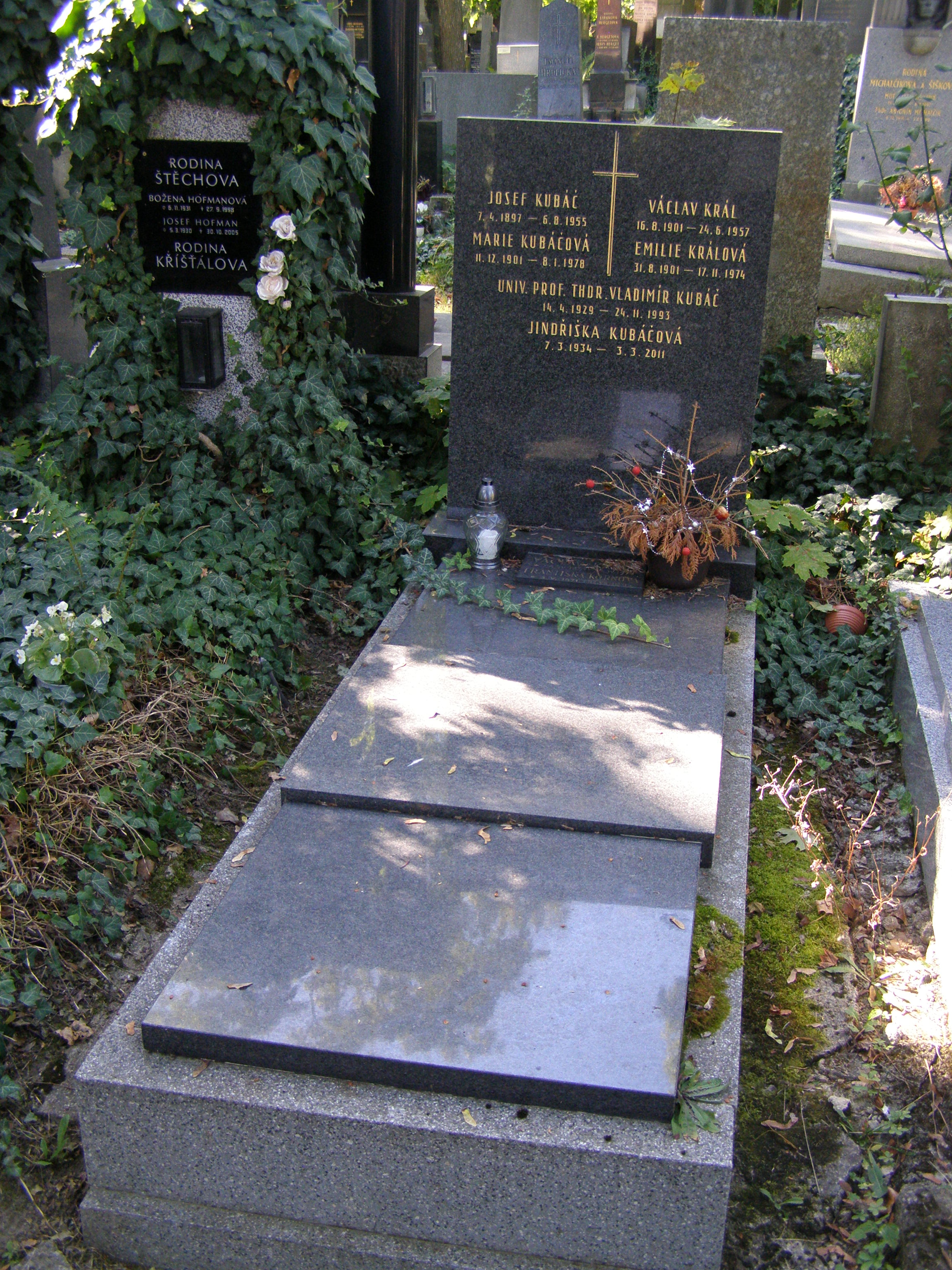
Hrob Vladimíra Kubáče na hřbitově Malvazinky v Praze

Po ukončení středoškolských studií na Vančurově gymnáziu v Praze-Smíchově studoval teologii na Husově československé evangelické fakultě bohoslovecké (1948–1950), v letech 1950–1952 na nově ustavené Husově československé bohoslovecké fakultě v Praze (1965 zde získal doktorát teologie). Na kněze Církve československé (husitské) vysvěcen roku 1952, 1953 sňatek s Jindřiškou, roz. Královou.

Do roku 1960 působil jako farář v náboženské obci Počátky, poté v Praze-Karlíně (1961– 1967). Souběžně s výkonem duchovenské a knihovnické služby v Karlíně byl externím lektorem hebrejštiny na HČBF, následně se stal odborným asistentem pro obory judaistika a religionistika (1964–1970), posléze dosáhl docentury (1970), profesorem a vedoucím stolice Starého zákona na katedře biblické teologie HČBF byl jmenován v roce 1976. Po vzniku Husitské teologické fakulty Univerzity Karlovy byl jejím proděkanem (1990–1992), děkanem od roku 1992 do své náhlé smrti (1993).

Patřil nejen k výrazným postavám české biblistiky své doby, ale také ke znalcům dějin a reálií Blízkého východu. Jeho obsáhlá vědecká a ekumenicky vnímavá činnost se přínosně zapsala do českého ekumenického překladu Bible; dva roky po založení starozákonní překladatelské skupiny (1963) se stal jejím členem za Církev československou (husitskou).

## Dílo

### Knihy a skripta
- Zprubování víry : Kniha 'IJJOB. Praha : Husova československá bohoslovecká fakulta, 1963. 159 s.
- Biblické náměty a jejich exegeze. In Jindřich Mánek. Pohled Bible na smrt a život. Praha : Ústřední církevní nakladatelství, 1973. 178 s.
- Znamení smlouvy : Zamyšlení nad knihou Genesis (S Jindřiškou Kubáčovou). Praha : ÚCN, 1983. 111 s. ; Blahoslav, 1994. 109 s. ISBN 80-7000-408-8.
- Desatero a jeho výklad. Praha : Blahoslav, 1990. 23 s. ISBN 80-7000-313-8.
- Úvod do hebrejského textu Starého zákona. Praha : Univerzita Karlova, 1991. 88 s. ISBN 80-7066-434-7.
- Proti své vůli : příběh Jonáše, syna Amittajova / Roman Brandstaetter (překlad z polštiny, předmluva a exegetické poznámky Vladimír Kubáč). Brno : Cesta, 1995. 118 s. ISBN 80-85319-26-8.

### Spolupráce na překladech Starého zákona
- Bible – Písmo svaté Starého a Nového zákona. Český ekumenický překlad, Praha 1979, 1984 (s deuterokanonickými texty 1985); další revidovaná vydání vycházejí až do současnosti v gesci České biblické společnosti.
- Čtrnáctisvazková edice Starý zákon / Překlad s výkladem ; jednotlivé svazky vycházely v letech 1968–1985.

### Sborníky
- Poselství Starého zákona dnešnímu člověku. In Miloslav Kaňák (ed.). Padesát let Československé církve. Praha : ÚCN, 1970. 188 s.
- Nad starozákonním poselstvím. In Milan Salajka (ed.). Ve službách pokoje a spravedlnosti / Sborník k 70. narozeninám PhDr. et ThDr. h. c. Miroslava Nováka. Praha : ÚCN, 1977. 131 s.
- Starozákonní vůdce, kněz a prorok. In Milan Salajka (ed.) Duchovní služba v křesťanské církvi. Praha : Husova československá bohoslovecká fakulta, 1978. 85 s.

### Studie, eseje a články
- Jak uvádí jeho biografický portrét na stránkách nakladatelství Libri (Kdo byl kdo – Čeští a slovenští orientalisté, afrikanisté a iberoamerikanisté) uveřejnil během svého života kolem 200 odborných článků, studií, recenzí a anotací v domácích i zahraničních časopisech. Hojně publikoval zejména v periodických tiskovinách CČS(H), tj. dvouměsíčníku Náboženská revue církve československé (později Theologická revue CČSH) a týdeníku Český zápas.